# ماجد الجعفري
ماجد الجعفري (مواليد 25 فبراير 1986 في السعودية)، هو لاعب كرة قدم سعودي .
لعب سابقاً مع أندية الحمادة ونجران من عام 2010 إلى 2015 والوشم وفي عام 2016 عاد إلى نادي نجران .